# Telmatobius intermedius
Espèce
Statut de conservation UICN

 EN  : En danger
Telmatobius intermedius est une espèce d'amphibiens de la famille des Telmatobiidae.

## Répartition
Cette espèce est endémique de la région d'Ayacucho dans le sud des Andes péruviennes. Elle se rencontre à environ 3 300 m d'altitude.

## Publication originale
- Vellard, 1951 : Estudio sobre batracios andinos. I. Grupo Telmatobius y formas afines. Memorias del Museo de Historia Natural Javier Prado, vol. 1, p. 1-98.